# Serpoleskea minutissima
Serpoleskea minutissima là một loài Rêu trong họ Amblystegiaceae. Loài này được W.R.Buck & B.H.Allen miêu tả khoa học đầu tiên năm 2017.